# کاساتیسما

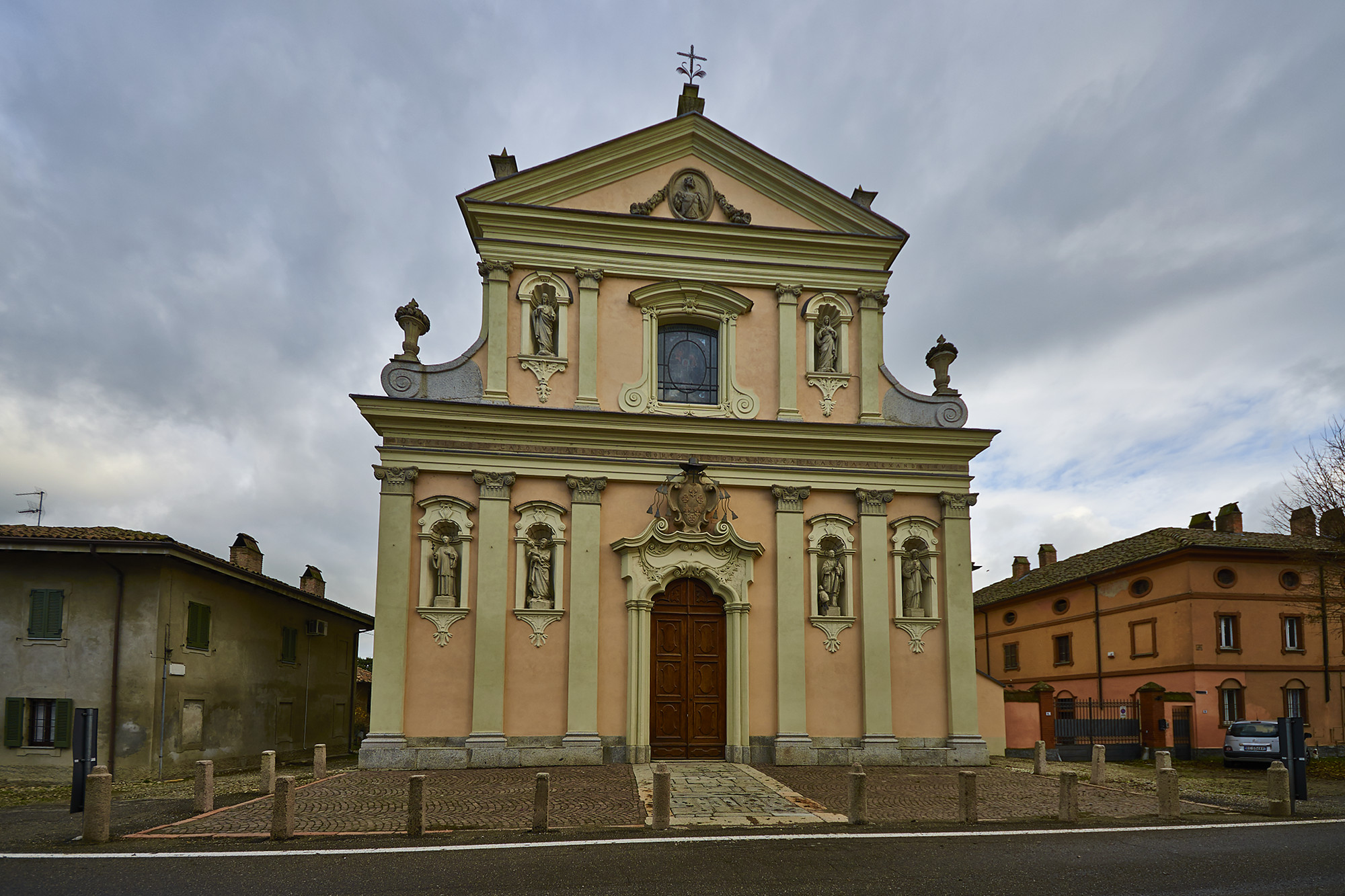
ساختمان کلیسای سن گونیفورتو کاساتیسما - ۲۰۱۲

کاساتیسما (به ایتالیایی: Casatisma) یک کومونه در ایتالیا است که در استان پاویا واقع شده‌است.

## خصوصیات
کاساتیسما ۵٫۵ کیلومترمربع مساحت و ۸۳۷ نفر جمعیت دارد.